# Scogli Coreca
Gli scogli Coreca costituiscono un gruppo di scogli dell'Italia sito nel mar Tirreno, in Calabria nella frazione di Coreca.
Sono un gruppo di 10 scogli: Capoto (il maggiore di essi), Formica, Ginario, Longarino, Piccirillo, Tirolé (o anche Pirolé) e i 4 Scuagli da Funtana, hanno un'area di distribuzione che va dalla vicina località "La Tonnara" ai confini dell'aria marina del borgo principale di Coreca.
Il Capoto è il maggiore di essi con una superficie di 50 m², utilizzato soprattutto per tuffi e per riprese fotografiche e cinematografiche amatoriali.
Durante gli anni sessanta, settanta e ottanta erano meta di radio e fotoamatori, e meta di eventi ambientali come la LIPU per la vasta fauna ornitologica marina oggi del tutto scomparsa.
Amministrativamente appartengono ad Amantea, comune italiano della provincia di Cosenza.